# Nikomedes III
Nikomedes III var en kung över Bithynien 127-94 f. Kr.
Nikomedes blev på romerskt initiativ uppsatt på tronen i stället för sin bror Sokrates. Han störtades av sin äldre bror som med stöd Mithridates VI Eupator besegrade sin yngre bror.